# Snuggerud Glacier
Snuggerud Glacier är en glaciär i Antarktis. Den ligger i Östantarktis. Norge gör anspråk på området. Snuggerud Glacier ligger 2 110 meter över havet.
Terrängen runt Snuggerud Glacier är varierad. Trakten är obefolkad. Det finns inga samhällen i närheten. 